# Longchamp (bedrijf)

logo

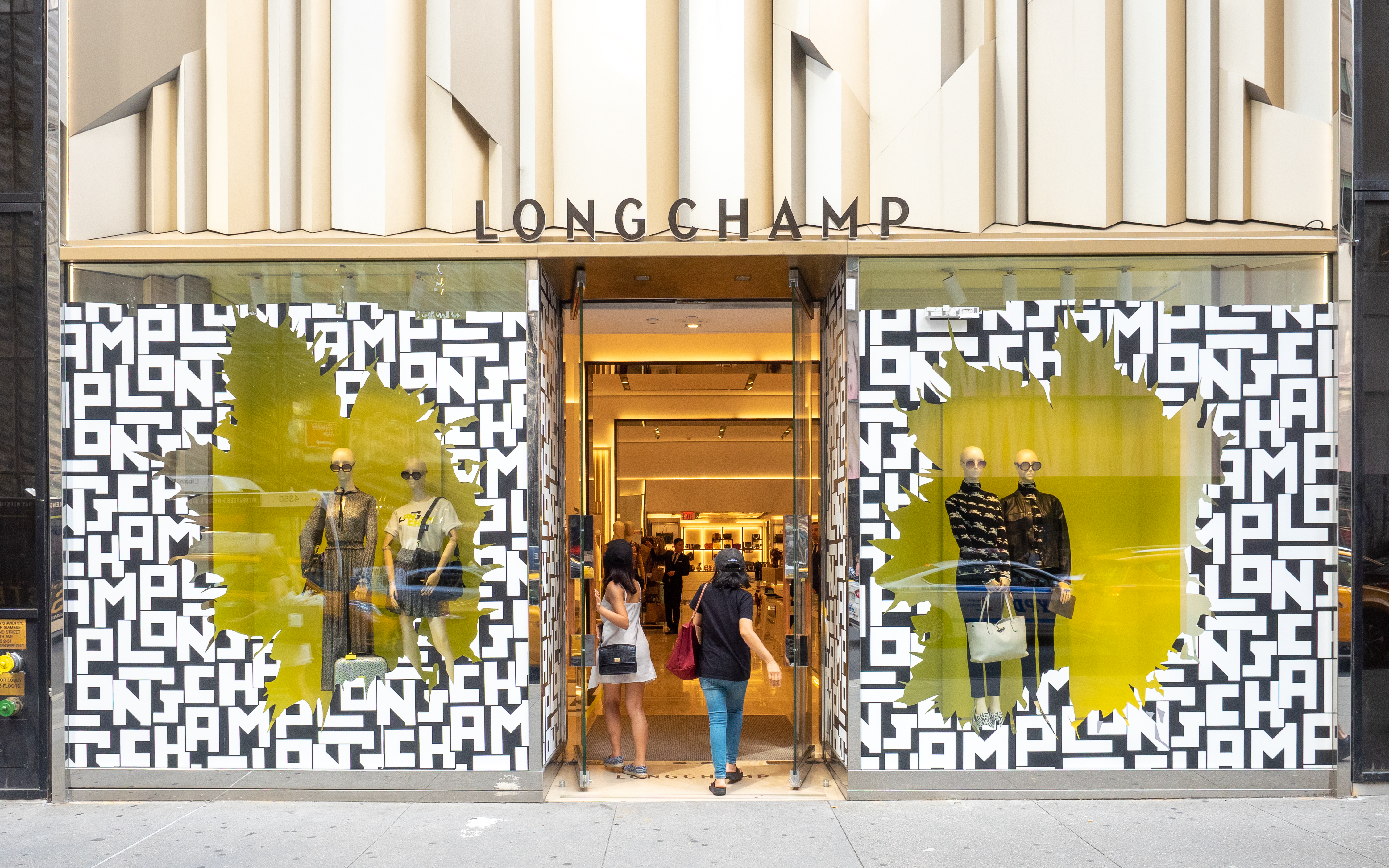
filiaal in New York

Longchamp is een Frans lederwarenbedrijf dat in 1948 in Parijs werd opgericht door Jean Cassegrain. Het is eigendom van en wordt bestuurd door de familie Cassegrain.
Jean Cassegrain produceerde 's werelds eerste pijpen met luxe leren etuis voordat hij het bedrijf uitbreidde naar kleine lederwaren zoals portemonnees, paspoortomslagen, enz.  Longchamp lanceerde zijn eerste damestas in 1971 en werd een van de toonaangevende fabrikanten van lederwaren in Frankrijk. Longchamp is vooral bekend van leren en linnen handtassen, reisartikelen en modeaccessoires. Het bedrijf is vertegenwoordigd in meer dan 80 landen over de hele wereld en heeft ongeveer 1500 verkooppunten, waaronder meer dan 300 boetieks.

## Geschiedenis
In 1948 nam Jean Cassegrain de al lang bestaande tabakswinkel Au Sultan in Parijs over. Na de Tweede Wereldoorlog verkocht hij aan de geallieerde troepen tabak en rookgerei. De pijpverkoop was in deze periode het meest winstgevende onderdeel van het bedrijf. Beetje bij beetje werden soldaten zijn beste klanten. Tegen de tijd dat de geallieerden Parijs verlieten, diversifieerde Jean Cassegrain zijn bedrijf. In de jaren vijftig introduceerde hij 's werelds eerste pijpen met luxe, exotische lederen etuis. Internationale beroemdheden als Elvis Presley konden de producten zeer waarderen.
Jean Cassegrain richtte zijn bedrijf Jean Cassegrain et compagnie op om de distributie van zijn met leer bedekte rookproducten te verbreden. De producten werden echter onder een andere naam op de markt gebracht. Omdat verre familieleden de familienaam Cassegrain al gebruikten om in Parijs fijnpapier te verkopen, vernoemde hij zijn merk naar de Parijse renbaan Longchamp met als logo een jockey op een galopperend paard. Destijds stond er een kleine korenmolen bij de finish van de renbaan. De naam Cassegrain, die in het Frans letterlijk graanbreker betekent was een verwijzing naar de molen. 
Het succes van Longchamp met leer omwikkelde pijpen overtuigde Cassegrain ervan dat de toekomst van het bedrijf lag in het diversifiëren en uitbreiden van zijn assortiment met kleine lederwaren, paspoortetuis, portemonnees en andere leren herenaccessoires. Begin jaren vijftig verkocht hij al op elk continent. Hij huurde een exportmanager in en begon zijn producten te exporteren. Jean en zijn zoon Philippe Cassegrain ontsloten voortdurend nieuwe markten en kansen voor het bedrijf. Longchamp opende eind jaren zeventig boetieks in Zuidoost-Azië en was een van de eerste Europese merken die verkrijgbaar waren in Singapore, Hong Kong en Japan. Longchamp ontwikkelde zich tot een wereldspeler.
Na verloop van tijd merkte Jean Cassegrain dat vrouwen steeds meer geïnteresseerd waren in handtassen. Longchamp introduceerde zijn eerste damestas in 1971, een ontwerpen naar een make-uptasje met een schouderband en twee flappen. Het bedrijf was de eerste die handtassen van nylon maakte. Philippe Cassegrain ontwierp in de jaren zeventig een lijn kaki tassen gemaakt van nylon en leer. De collectie werd een wereldwijd succes als alternatief voor zware koffers. 
Philippe Cassegrain vond ook de Xtra-Bag uit, een tas die tot een kwart van zijn oorspronkelijke formaat kan worden opgevouwen en in een eenvoudig compartiment kan worden opgeborgen. Vanaf dat moment specialiseerde het bedrijf zich in reiskoffers en damestassen. In 1978 lanceerde Longchamp de LM-lijn, de eerste collectie damestassen. De tassen zijn gemaakt van bedrukt leer. In hetzelfde jaar werd rookgerei niet meer in de catalogus aangeboden. In 1983 werd Philippe CEO van Longchamp. Hij vertrouwde de boetiekafdeling toe aan zijn vrouw Michèle. Vanaf 1991 werkte de oudste zoon van Philippe en Michèle, Jean, aan de zijde van hun vader. Later werd haar dochter Sophie aangesteld als creatief directeur van het bedrijf.
Een keerpunt in de geschiedenis van Longchamp is 1993. In 1993 creëerde Longchamps baas Philippe Cassegrain de beroemdste handtas van het bedrijf: Le Pliage, wat opvouwbaar betekent in het Frans.  Philippe Cassegrain wilde een praktische en toch stijlvolle opvouwbare tas. Le Pliage is een handtas die kan worden opgevouwen in een karakteristieke trapeziumvorm, vergelijkbaar met een envelop. Om de tas zo licht mogelijk te houden, combineerde Philippe Cassegrain handvatten van tuigleer met een nylon canvas tasbody. De eenvoudige vorm van de tas en het brede scala aan kleuren en modellen maken het tot het meest succesvolle product van het merk en een van de beroemdste handtassen ter wereld. Kate Middleton, Mary Berry, Katie Holmes, Amy Adams, Alexa Chung en Angela Merkel dragen handtassen uit de Le Pliage-lijn. Longchamp werkt samen met artiesten als Mary Katrantzou, Jeremy Scott en Sarah Morris om de Le Pliage- schoudertassen opnieuw uit te geven.
Door de jaren heen bracht Longchamp naast handtassen en reiskoffers ook modeaccessoires voor dames en heren, damesconfectiekleding en een schoenencollectie uit. In 2006 opende Longchamp voor het eerst een vlaggenschipwinkel in de Verenigde Staten met een winkel in de wijk SoHo in New York, en in 2011 werd de eerste vestiging in Azië geopend. Deze boetiek ligt midden in een luxe winkelgebied van Hong Kong en heeft een verkoopoppervlakte van 400 vierkante meter, de tweede grootste, na de winkel in New York. In oktober 2017 opende Longchamp zijn grootste Aziatische winkel in Tokio aan Omotesando Avenue. Op zeven verdiepingen worden alle collecties getoond, van reistassen tot confectiekleding en schoenen tot lederwaren. Een muurschildering van de Australische kunstenaar John Aslanidis siert een deel van het gebouw.

## Bedrijfsstructuur
Longchamp wordt nu in de tweede en derde generatie gerund door directe afstammelingen van de oprichter van het bedrijf, Jean Cassegrain:
- Philippe Cassegrain, voorzitter
- Jean Cassegrain, directeur-generaal
- Sophie Delafontaine, creatief directeur
- Olivier Cassegrain, hoofd van de Amerikaanse boetieks.

De onafhankelijkheid van het bedrijf geeft de familie Cassegrain stabiliteit en stelt hen in staat een langetermijn-oriëntatie en planning te hebben. Longchamp is een van de laatste Franse lederwarenfabrikanten in familiebezit. 
De producten van Longchamp zijn verkrijgbaar in ongeveer 1.800 winkels in ongeveer 100 landen, in eigen boetieks en franchiseboetieks, waaronder in warenhuisketens, in luchthavenboetieks en via internetverkoop. Ongeveer een derde van de omzet wordt in Frankrijk gegenereerd. 
In 1988 opende Longchamp zijn eerste boetiek in Parijs, 390 Rue Saint-Honoré. In 1999 verhuisde de boetiek in Parijs naar 404 Rue Saint-Honoré om over grotere winkelruimte te beschikken. Longchamp wordt sinds de jaren vijftig in de detailhandel in de Verenigde Staten verkocht. Het bedrijf opende in 1984 zijn eerste Amerikaanse boetiek aan Madison Avenue. Saks Fifth Avenue en Nordstrom waren de eerste grote Amerikaanse retailers voor het merk, gevolgd door Bloomingdale's. 
In 1993 opende Longchamp zijn eigen winkel in New York om de omzet te vergroten. In 2006 werd de vlaggenschipwinkel van het bedrijf, "La Maison Unique", geopend in de wijk SoHo in New York. De grootste winkel van het merk is ontworpen door Thomas Heatherwick, die ook de Zip Bag-handtas uitvond, een van de bestsellers van het bedrijf. Vanaf 2014 had Longchamp 17 boetieks in Noord-Amerika. In 2013 opende Longchamp een boetiek in Regent Street in Londen, de grootste winkel in Europa en na New York de grootste ter wereld. In 2013 investeerde Longchamp in logistiek om de groei van het bedrijf te ondersteunen. Het bouwde een distributiecentrum van 23.000 m² in Segré (Frankrijk). De locatie biedt tweemaal zoveel oppervlakte als de vorige locatie.
Het merk is vertegenwoordigd in 80 landen, waaronder: Brazilië, Israël, Abu Dhabi, Peru, Chili, Paraguay, Canada, Oostenrijk, Macau, Cambodja, Dubai, Maleisië, Thailand, de Filipijnen en Indonesië. Longchamp is van plan zijn netwerk in het Midden-Oosten uit te breiden met een focus op Saoedi-Arabië en Qatar. Het bedrijf heeft ook franchisevestigingen in Mexico, Venezuela en Colombia. De groep beheert wereldwijd meer dan 300 eigen boetieks en heeft via 20 distributiekanalen in ruim 1.500 verkooppunten, waaronder detailhandelaren, eigen boetieks, franchisewinkels, warenhuisketens, lederwarenspeciaalzaken, luchthavenboetieks en internetverkoop.

## Productie
In zijn vroege dagen kocht Jean Cassegrain rookartikelen in (vooral pijpen) en liet deze door Parijse ambachtslieden met leer bedekken. Het succes van het merk en de wens om het assortiment te diversifiëren leidden in 1959 tot de opening van Longchamps eerste werkplaats in Segré. De productiecapaciteit van het bedrijf werd regelmatig uitgebreid in Segré en met nieuwe werkplaatsen: Rémalard in 1969, Ernée in 1972  en in de jaren 2000 in Combrée, Château-Gontier en Montournais.
In 1982 besloot de familie Cassegrain uit kostenoverwegingen om hun productieactiviteiten naar het buitenland te verplaatsen en bouwde een fabriek op Mauritius. Sinds 1997 bestaat er ook een productiepartnerschap in China. In 2001 werden productiefaciliteiten opgericht in Marokko en Tunesië. Longchamp is daarnaast zijn producten in Frankrijk blijven produceren. Het bedrijf beschikt over eigen werkplaatsen, waaronder de grootste leerfabriek van Frankrijk. De zes Franse fabrieken leveren de helft van alle handtassen die het bedrijf verkoopt, de andere helft is afkomstig van partnerbedrijven. Longchamp bouwde een nieuwe productiefaciliteit in Pouzauges, Frankrijk. De leerateliers die in Montournais gevestigd waren, zijn verplaatst naar de nieuwe locatie. Het project maakt deel uit van het plan van het bedrijf om zijn productieproces uit te breiden en te moderniseren. De nieuwe locatie van circa 7000 m² biedt ruimte aan 100 medewerkers en beschikt over een opleidingscentrum om de opleiding en integratie van nieuwe medewerkers te bevorderen. De nieuwe faciliteit werd geopend in 2018.
Het bedrijf heeft in totaal ruim 3000 medewerkers, 1650 medewerkers en 1500 medewerkers in de productie van handtassen en accessoires. In 2018 kwam de helft van de productie van het merk uit Frankrijk. Het bedrijf heeft 900 mensen in dienst op zijn locaties in West-Frankrijk.

## Ontwerpen en samenwerking met kunstenaars
In de jaren 1950 en 1960 waren Longchamp-producten te zien in de Franse cinema en vooral in films met Jean Gabin in de hoofdrol. De nabijheid van het merk tot kunst zette zich in de jaren zeventig voort met de handtassen in beperkte oplage en de beroemde ontwerpen van de Frans-Russische kunstenaar Serge Mendjisky. In 1971 bracht hij leren patchwork aan op de tassen. Longchamp was een van de eerste lederwarenmerken die samenwerkte met beroemde kunstenaars. Sindsdien heeft het bedrijf met tal van andere kunstenaars samengewerkt om bijzondere modellen en winkelinterieurs te ontwerpen.
In 2004 verzekerde Longchamp zich voor het eerst van de diensten van de onafhankelijke ontwerper Thomas Heatherwick. Heatherwick ontwierp de best verkochte Zip Bag, een handtas ontworpen rond een lange ritssluiting. Het succes van de Zip Bag leidde ertoe dat Heatherwick de opdracht kreeg om de vlaggenschipwinkel van Longchamp in New York te ontwerpen. In 2004 en 2005 creëerde Tracey Emin gepersonaliseerde bagage voor Longchamp. Op de door haar ontworpen patchworktas stond de boodschap Me Every Time.
Kate Moss is ambassadeur voor Longchamp sinds 2005, toen ze voor het eerst verscheen in de reclamecampagnes van het merk. Een paar jaar later werkte ze samen met het bedrijf om handtassen te ontwerpen, haar Kate Moss for Longchamp- collectie. Sinds 2006 is Jeremy Scott regelmatig verantwoordelijk voor bijzondere modellen van de Le Pliage tas. IN 2008, ter gelegenheid van het zestigjarig jubileum van het bedrijf, heeft Longchamp zijn LM-collectie opnieuw gelanceerd, die echter alleen in Azië verkrijgbaar is en onder meer een door Jean-Luc Moerman ontworpen versie op de markt gebracht. Sinds 2006 biedt Longchamp ook een schoenencollectie voor dames aan. In het voorjaar van 2012 lanceerde Longchamp een nieuwe versie van de Le Pliage-tas, volledig gemaakt van leer. In 2009 bundelden Jeremy Scott, Charles Anastase en het ontwerpersduo Bless hun krachten om de twintigste verjaardag te vieren van ANDAM (een nationale organisatie ter bevordering van de modekunst), die aanstormend Frans en internationaal modetalent promoot. Elke ontwerper creëerde gelimiteerde oplages voor de Le Pliage-tas.
In 2014 werkte Longchamp samen met kunstenaar Sarah Morris aan Le Pliage-handtassen in beperkte oplage. In 2017 tekende Longchamp een overeenkomst met de Frans-Armeense kunstenaar Vahram Muratyan. In april 2018 ontwierp Shayne Oliver een confectiekleding- en accessoirecollectie genaamd Longchamp by Shayne Oliver. De ontwerper geeft ook de handtas Le Pliage een nieuwe look en creëert nieuwe modellen voor het merk.